# Burlington (Ontario)
Burlington je město v jižní části kanadské provincie Ontario, na západním konci jezera Ontario. Má kolem 165 000 obyvatel. Sídlí v něm řada společností zabývající se high-tech a drobnějším průmyslem, přesto se jedná převážně o typické předměstí Toronta a Hamiltonu, kde většina obyvatel jen přespává.

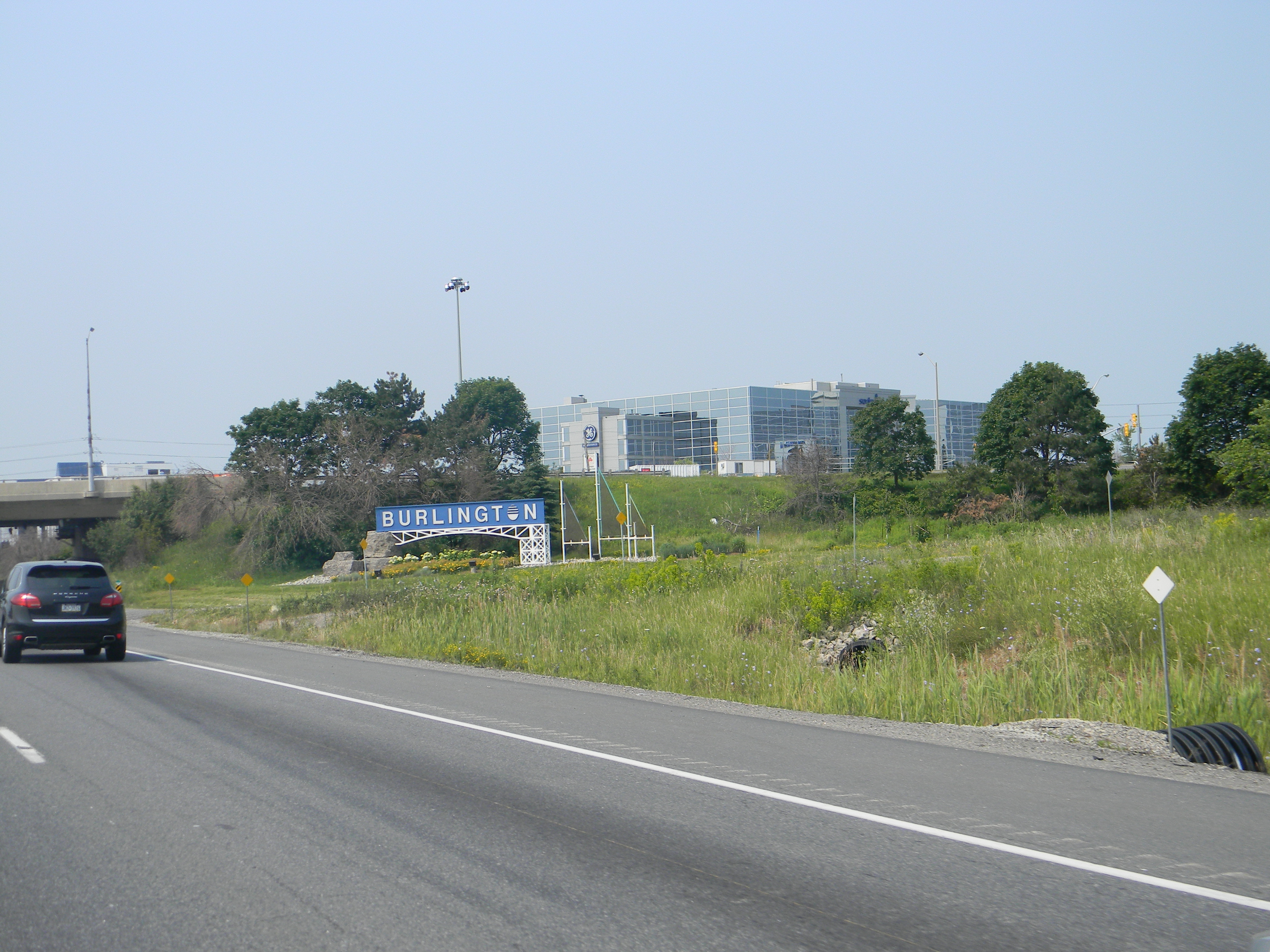
Burlington